# Liste der Museen in Bottrop
Die Liste der Museen in Bottrop beschreibt die Museen in Bottrop, die unter anderem Kunst, Industriegeschichte und Heimatgeschichte zum Gegenstand haben.

## Liste
| Museum                             | Museum                             | Ortsteil | Beschreibung | Bild |
| ---------------------------------- | ---------------------------------- | -------- | --- | ---- |
| Quadrat                            | Josef Albers Museum                |          | Der Bau wurde am 25. Juni 1983 eröffnet. Die Sammlung geht auf eine Schenkung aus dem Jahr 1979 der Textilkünstlerin Anni Albers 300 Werke aus dem Nachlass ihres verstorbenen Mannes Josef Albers (1888–1976) zurück. |      |
| Quadrat                            | Galerie der Moderne                |          | |      |
| Quadrat                            | Museum für Ur- und Ortsgeschichte  |          | Thematisiert wird die Bevölkerungsgeschichte der Stadt Bottrop. Zu den Exponaten zählen steinzeitliche Werkzeuge und Skelette aus dem Emschertal.                                                                      |      |
| Quadrat                            | Skulpturenpark Quadrat Bottrop     |          | Skulpturen unter anderem von Max Bill, Walter Dexel, Hermann Glöckner, Friedrich Gräsel, Erwin Heerich, Ernst Hermanns, Donald Judd, Norbert Kricke, Marcello Morandini, Hans Steinbrenner und Bernar Venet.           |      |
| Deutsches Brettchen-Museum Bottrop | Deutsches Brettchen-Museum Bottrop |          | Wanderausstellung im Aufbau. |      |
| Dinosaurier-Freilichtmuseum        | Dinosaurier-Freilichtmuseum        |          | Rekonstruktionen fossiler Lebewesen in Europa mit etwa 30 Dinosauriern. |      |
| Das junge Museum                   | Das junge Museum                   |          | [ 5 ] |      |